# Raptorex
Raptorex là một chi khủng long, được Sereno Tan L. Brusatte Kriegstein Zhao X. & Cloward mô tả khoa học năm 2009.